# Asticta mommereti
Asticta mommereti är en fjärilsart som beskrevs av Emilio Berio 1940. Asticta mommereti ingår i släktet Asticta och familjen nattflyn. Inga underarter finns listade i Catalogue of Life.